# Романки (Кременчуцький район)
Романки́ — село в Україні, в Омельницькій сільській громаді Кременчуцького району Полтавської області. Населення становить 14 осіб.

## Географія
Село Романки знаходиться на лівому березі річки Сухий Омельник, яка через 1 км впадає в річку Псел, вище за течією на відстані 1,5 км розташоване село Рокитне, вище за течією річки Псел на відстані 1 км розташоване село Федоренки, нижче за течією на відстані 1 км розташоване село Онищенки. До села примикає великий масив садових ділянок.